# Nghị quyết 2334 của Hội đồng Bảo an Liên Hợp Quốc
Nghị quyết 2334 của Hội đồng Bảo an Liên Hợp Quốc đã được thông qua vào ngày 23 Tháng 12 năm 2016 và quan ngại hoạt động định cư của Israel trên vùng đất Israel bị chiếm đóng trong chiến tranh sáu ngày năm 1967. Nghị quyết gọi các hoạt động định cư một "trắng trợn vi phạm" luật pháp quốc tế mà có "không có giá trị pháp lý" và yêu cầu Israel ngừng hoạt động như vậy và thực hiện đầy đủ nghĩa vụ của mình như là một thế lực quyền đóng theo Công ước Geneva thứ tư.
Việc thông qua nghị quyết "đã nhận được tiếng vỗ tay trong một căn phòng chật cứng người". Đây là nghị quyết của Hội đồng bảo an đầu tiên được thông qua về Israel và Palestine từ năm 2009, và là nghị quyết đầu tiên để giải quyết các vấn đề khu định cư của Israel với đặc như vậy kể từ khi Nghị quyết 465 vào năm 1980. Trong khi nghị quyết không bao gồm bất kỳ xử phạt hoặc biện pháp cưỡng chế, theo tờ báo Israel Haaretz nó "có thể có hậu quả nghiêm trọng đối với Israel nói chung và đặc biệt cho các công trình định cư" trong trung hạn đến dài hạn.
Năm 2011, dưới thời chính quyền Barack Obama, Mỹ đã sử dụng quyền phủ quyết của mình để ngăn chặn một nghị quyết tương tự của Liên Hợp Quốc.

## Nội dung

### Văn bản Nghị quyết
Nghị quyết quy định rằng tất cả các biện pháp nhằm thay đổi cơ cấu dân số và tình trạng của vùng lãnh thổ Palestine bị Israel chiếm đóng, bao gồm xây dựng và mở rộng các khu định cư, chuyển định cư Do Thái, tịch thu đất đai, phá hủy nhà cửa và di dời dân thường Palestine đều vi phạm quốc tế luật nhân đạo, nghĩa vụ của Israel như điện chiếm theo Công ước Geneva thứ tư, và các nghị quyết trước đó.
Nghị quyết cũng lên án mọi hành động bạo lực chống lại dân thường, kể cả khủng bố, khiêu khích và phá hoại. Theo tờ New York Times, đây là "nhằm vào các nhà lãnh đạo Palestine, người Israel cáo buộc của việc khuyến khích các cuộc tấn công vào thường dân Israel". Nghị quyết nhắc lại hỗ trợ cho các giải pháp hai nhà nước và nhận thấy rằng các hoạt động giải quyết được "đẩy vào tình trạng nguy hiểm đối với" khả năng tồn tại của nó.
Tài liệu này cũng "nhấn mạnh" rằng Hội đồng Bảo an Liên Hợp Quốc "sẽ không công nhận bất kỳ thay đổi nào đối với các đường ranh giới đến ngày 04 tháng 6 năm 1967, bao gồm đối với Jerusalem, khác với những thỏa thuận của các bên thông qua đàm phán với"; và "cuộc gọi" trên tất cả các quốc gia "để phân biệt, trong các giao dịch có liên quan của họ, giữa lãnh thổ của Nhà nước Israel và các vùng lãnh thổ bị chiếm đóng từ năm 1967." 

### Thông qua
Dự thảo ban đầu được Ai Cập soạn thảo. Tuy nhiên, vào ngày 22 tháng 12, tổng thống đắc cử Hoa Kỳ Donald Trump đã kêu gọi Tổng thống Ai Cập Abdel Fattah el-Sisi rút đề nghị, và Ai Cập đã rút lại kiến nghị sau những gì đại sứ nước này gọi là một "áp lực". Sau đó, ngày 23 tháng 12, dự thảo đã được đưa lên và đề xuất một lần nữa bởi Malaysia, New Zealand, Senegal và Venezuela. [2] Nghị quyết được thông qua với tỷ lệ 14-0; tất cả các thành viên bỏ phiếu thuận cho nghị quyết ngoại trừ Hoa Kỳ bỏ phiếu trắng. Đại sứ Mỹ Samantha Power giải thích bỏ phiếu trắng, bằng cách nói rằng một mặt Liên Hợp Quốc thường không công bằng nhằm vào Israel, rằng có những vấn đề quan trọng chưa được giải quyết bởi nghị quyết, và rằng Hoa Kỳ không đồng ý với mỗi từ trong văn bản; trong khi mặt khác, bà cho rằng nghị quyết này phản ánh tình hình thực địa, mà nó tái khẳng định sự đồng thuận rằng các hoạt động định cư là không hợp pháp, và các hoạt động định cư đã trở nên "tồi tệ hơn nhiều" vì nó gây nguy hiểm đến tính sống còn của hai nhà nước.
Các phương tiện truyền thông và các nhà quan sát phản Mỹ có ý kiến trái ngược nhau về truyền thống lâu đời của nó về sự phủ quyết nghị quyết nhắm vào Israel về các vấn đề khu định cư. Trong cuộc họp qua nghị quyết này, đại sứ Israel Danny Danon tố cáo các thành viên đã chấp thuận nó, so sánh nó để cấm người Pháp "xây dựng ở Paris".

## Phản ứng

### Israel
Nghị quyết đặc biệt gây tranh cãi ở Israel, do những lời chỉ trích của chính phủ Israel. Chính phủ Israel triệu hồi đại sứ của mình từ New Zealand và Senegal (Israel không có quan hệ ngoại giao với Venezuela hoặc Malaysia) và hủy bỏ tất cả các chương trình viện trợ cho Senegal để đáp trả với đoạn văn của nghị quyết. Israel cũng đã hủy bỏ kế hoạch thăm của Ngoại trưởng Senegal tới Israel, và các chuyến viếng thăm khác của đại sứ không thường trú của Senegal và New Zealand. Một chuyến thăm dự kiến của thủ tướng Ukraine cũng đã bị hủy bỏ bởi Israel. Netanyahu cũng tuyên bố rằng: "Nghị quyết đã được thông qua bởi Liên Hợp Quốc ngày hôm qua là một phần của tiếng hót thiên nga của thế giới cũ mà có thành kiến chống lại Israel. Nhà lãnh đạo đối lập Israel Isaac Herzog, trả lời rằng ông Netanyahu đã "tuyên chiến tối nay đối với thế giới, với Hoa Kỳ, Châu Âu, và đang cố gắng bình tĩnh chúng ta bằng sự yêu mến."
Ngay sau khi đoạn văn của Nghị quyết, chính phủ Israel tuyên bố sẽ không tuân thủ các điều khoản của nó. Văn phòng của Thủ tướng Israel Benjamin Netanyahu cho rằng "chính quyền Obama không chỉ thất bại trong việc bảo vệ Israel chống lại điều này băng đảng tại Liên Hợp Quốc, nó đã cấu kết với nó đằng sau hậu trường", nói thêm: "Israel trông đợi được làm việc với Tổng thống đắc cử Trump và với tất cả bạn bè của chúng tôi trong Quốc hội, đảng Cộng hòa và đảng Dân chủ như nhau, để phủ nhận những ảnh hưởng có hại của nghị quyết vô lý này. "
Chính phủ Israel cũng lo ngại rằng lời kêu gọi của nghị quyết để phân biệt giữa các vùng lãnh thổ của Israel và các vùng lãnh thổ bị chiếm đóng sẽ khuyến khích phong trào tẩy chay, tước bỏ và cấm vận
Netanyahu said that Israel have to reevaluate its ties with UN following the adaptation by Security Council.. Netanyahu nói rằng Israel phải đánh giá lại mối quan hệ với Liên Hợp Quốc sau sự thích ứng của Hội đồng Bảo an.

### Palestine
Trưởng đoàn đàm phán Palestine Saeb Erekat cho biết, "đây là một ngày chiến thắng cho luật pháp quốc tế, một chiến thắng cho ngôn ngữ văn minh, thương lượng và sự bác bỏ hoàn toàn đối với các lực lượng cực đoan ở Israel. Cộng đồng quốc tế đã nói với dân Israel rằng cách đối với an ninh và hòa bình sẽ không được thực hiện thông qua chiếm đóng, mà là thông qua hòa bình, chấm dứt sự chiếm đóng và thành lập một nhà nước Palestine sống bên cạnh nhà nước Israel trên tuyến biên giới 1967."